# Tiracola postalba
Tiracola postalba là một loài bướm đêm trong họ Noctuidae.